# Teramo Calcio 1997-1998
Questa pagina raccoglie le informazioni riguardanti il Teramo Calcio nelle competizioni ufficiali della stagione 1997-1998.

## Rosa
| N. |                   | Ruolo | Calciatore            |
| -- | ----------------- | ----- | --------------------- |
|    | Italia (bandiera) | A     | Massimo Arancio       |
|    | Italia (bandiera) | A     | Luca Bertarelli (II)) |
|    | Italia (bandiera) | C     | Massimo Cardelli      |
|    | Italia (bandiera) | D     | Mario Casolani        |
|    | Italia (bandiera) | D     | Carlo Cherubini       |
|    | Italia (bandiera) | C     | Luigi Condò           |
|    | Italia (bandiera) | D     | Marcello Corazzini    |
|    | Italia (bandiera) | D     | Giuseppe De Amicis    |
|    | Italia (bandiera) |       | J. De Angeli          |
|    | Italia (bandiera) | D     | Stefano De Angeli     |
|    | Italia (bandiera) | A     | Arnaldo De Cresce     |

| N. |                   | Ruolo | Calciatore        |
| -- | ----------------- | ----- | ----------------- |
|    | Italia (bandiera) | C     | Massimo Epifani   |
|    | Italia (bandiera) | D     | Emiliano Ferrari  |
|    | Italia (bandiera) | C     | Valerio Gazzani   |
|    | Italia (bandiera) | P     | Fabrizio Grilli   |
|    | Italia (bandiera) | D     | Vincenzo Menna    |
|    | Italia (bandiera) | D     | Andrea Natali     |
|    | Italia (bandiera) | A     | Stefano Nicoletti |
|    | Italia (bandiera) | A     | Rocco Pagano      |
|    | Italia (bandiera) | C     | Angelo Paradiso   |
|    | Italia (bandiera) | D     | Fabrizio Tridente |
|    | Italia (bandiera) | C     | Marco Zanini      |